# 行者寺
行者寺（ぎょうじゃじ）は、愛知県春日井市宮町にある臨済宗妙心寺派の寺院である。山号は大峯山。

## 歴史
行者寺の開山は玉芳恵光で、創建は安永5年（1776年）11日である。行者堂の明細書によると安永（1772年 - 1780年）から天明の間にかけて大峯山（大和国吉野郡）に祈願参拝する人が多く、宮町の名倉藤蔵は天明6年（1786年）正月御本尊役の行者神の「変大菩薩」を、行者堂を建て、奉安した。
現在の堂は、文政11年（1828年）に新しく建築したものである。鬼瓦に刈谷で焼成された旨の刻印がある。行者堂は明治初年前後に臨済宗瑞応寺（名古屋市北区如意）の末寺に属して臨済宗瑞応寺となった。昭和26年（1951年）4月3日に法律126条をもって宗教法人法が公布され、行者堂を改めて行者寺とし、妙心寺直属となる。本堂は大正3年（1914年）と昭和53年（1978年）に修理されている。本堂は昭和51年（1976年）5月春日井市の有形文化財に指定された。

## 境内
境内には桜の大木が多く、桜堂と呼ばれていた。
- 行者堂[7]
- 天明四申辰年五月五日の石地蔵[1]
- 寛政十二年申極月吉日の常夜燈[1]
- 文政三庚八月吉日の常夜燈[1]
- 文政五年十一月の観音石像[1]
- 天保五年の観音石像[1]
- 西行堂得芝の句碑[6]
- 如意輪観音の道しるべ[6]

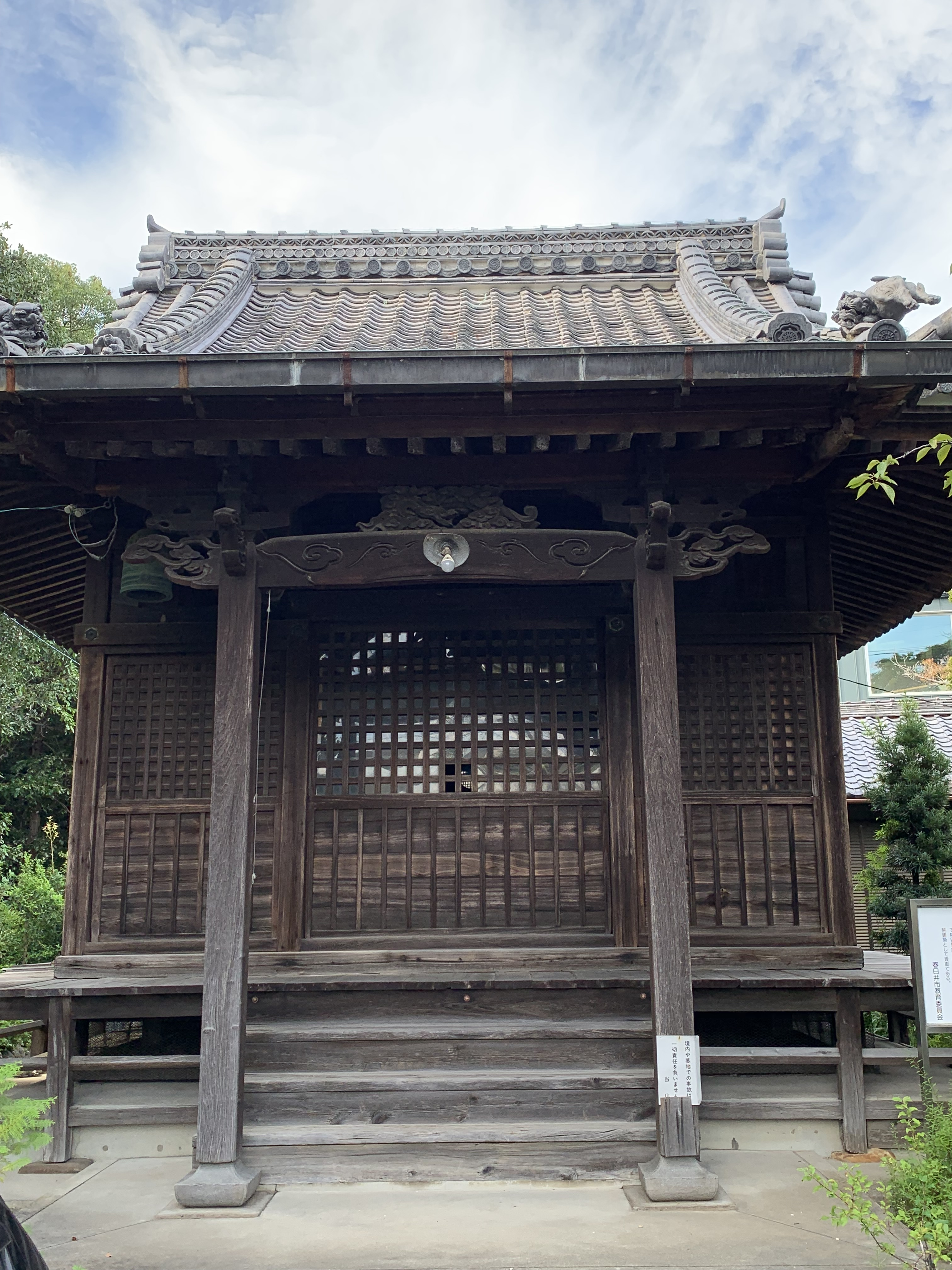
行者堂
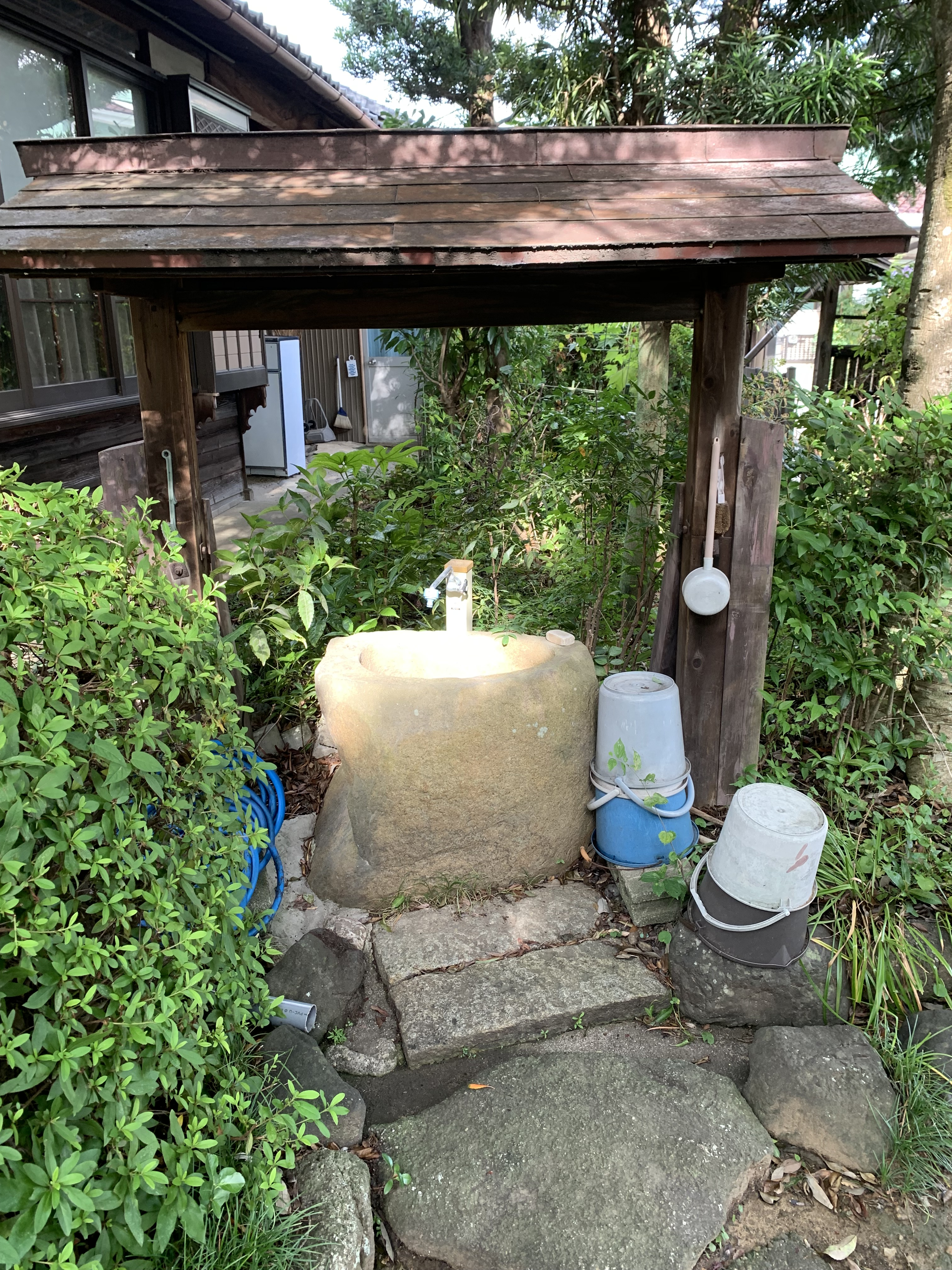
手水舎
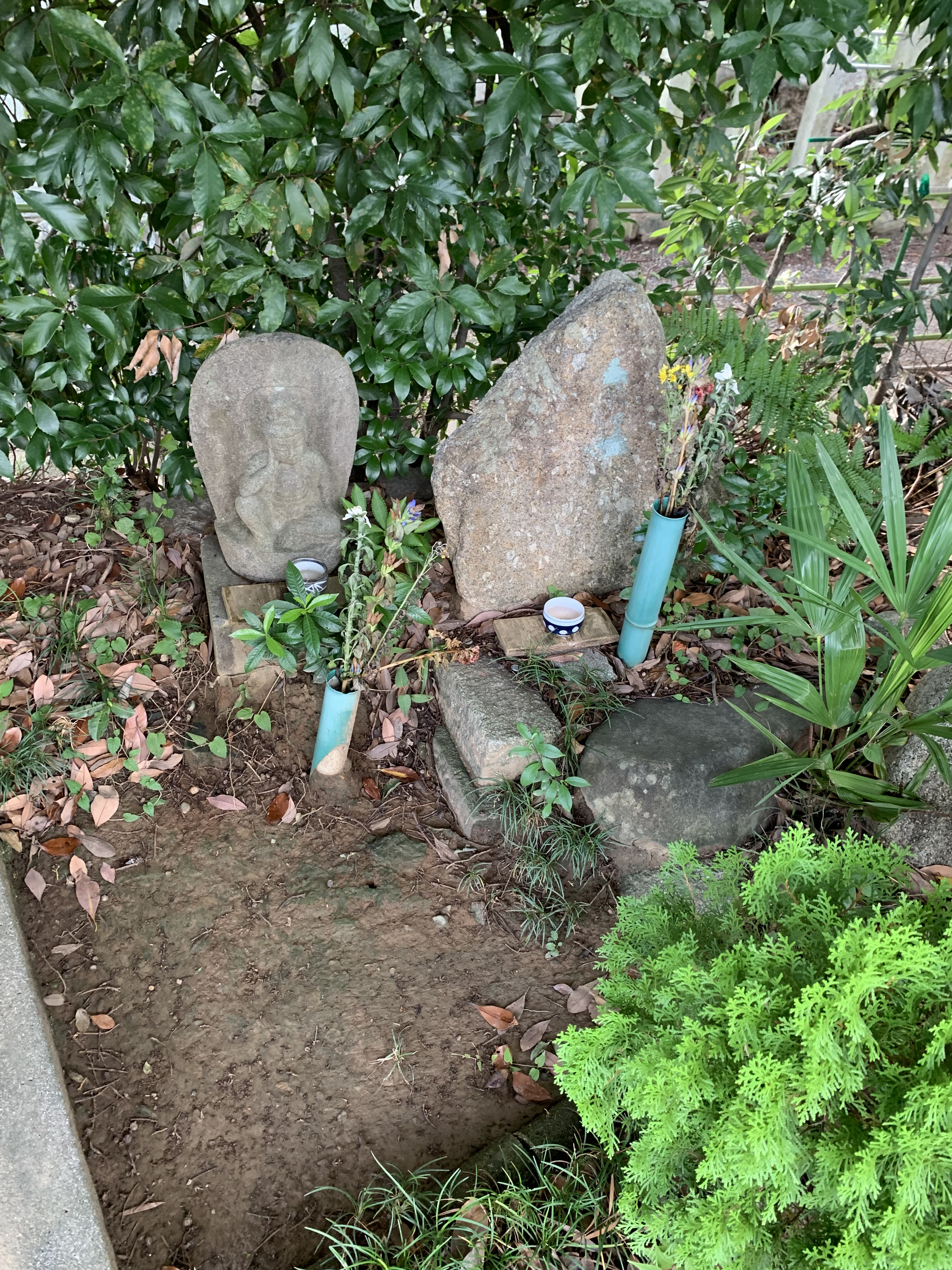
如意輪観音
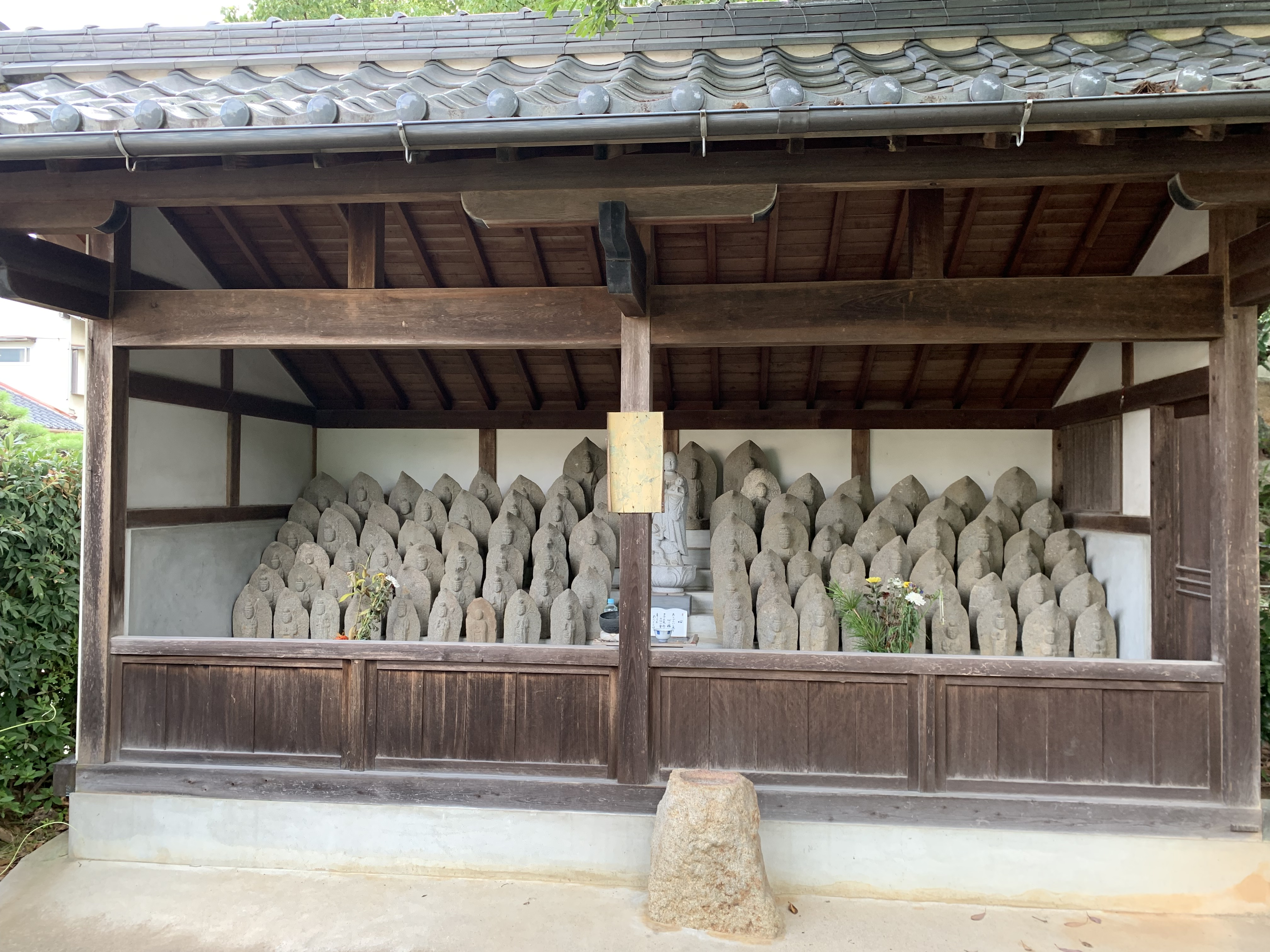
地蔵堂

## 年中行事
- 涅槃会[8]
- 秋葉三尺坊まつり[8]
- 秋葉講参り[8]
- 弘法御影供[8]
- 灌仏会[8]
- お天王さま[8]
- 神変まつり[8]
- お施餓鬼[8]
- 四万六千日[8]
- 秋葉火まつり[8]
- お米集め[8]

## 市文化財
- 本堂[6][3]

## アクセス
- 所在地 : 愛知県春日井市宮町字宮町135[3]
- 鉄道 : 名鉄小牧線春日井駅から徒歩7分